# Gianna Pederzini
Gianna Pederzini (Trento, Trentino-Alto Adige, 10 de febrer, 1900 – Roma, Laci, 12 de març, 1988) fou una mezzosoprano italiana.
Va estudiar a Nàpols amb Fernando de Lucia, i va debutar a Messina, en el paper de «Preziosilla» a La forza del destino, el 1923, paper amb el qual també va debutar el 28 de gener de 1924 al Teatre Regio de Parma. Al "Teatro dell'Opera" de Roma el 1928, dirigida per Pietro Mascagni, va protagonitzar Zanetto i Lola a Cavalleria rusticana amb Claudia Muzio, Giacomo Lauri-Volpi i Benvenuto Franci. Va cantar per tota Itàlia, especialment a Mignon i Carmen, i després va debutar al Teatro San Carlo de Nàpols, en el paper d'Adalgisa, el 1928, i després al "Teatro alla Scala" de Milà el 1930. Va debutar a l'"Arena di Verona" el 1929 com Nancy a Martha amb Ernesto Badini i el 1930 és Preziosilla amb Bianca Scacciati, Carlo Tagliabue, Francesco Merli, Ezio Pinza i Badini. De nou l'any 1930, dirigida per Franco Capuana al Teatre Regio de Torí, va cantar a l'estrena mundial de Fiori del Brabante d'Alceo Toni i va ser Isoliero a Le Comte Ory amb Badini i Vincenzo Bettoni i a Nàpols Princess Bouillon amb Adriana Lecouvreur també amb Badini.
Encara a Roma el 1931 va ser Cherubino a Les noces de Fígaro dirigida per Gino Marinuzzi amb Giannina Arangi-Lombardi i Mariano Stabile, Princesa Bouillon a Adriana Lecouvreur dirigida per Gabriele Santini amb Aureliano Pertile, Liubava a Sadko dirigida per Marinuzzi amb Giacomo Vaghi i Amneris a Aida amb Vaghi i el 1932 protagonista de l'estrena mundial de Madonna Oretta de Primo Riccitelli amb Carmen Melis, Antonio Melandri i Alessio De Paolis. També l'any 1932 va ser la princesa Bouillon a l'estrena d’Adriana Lecouvreur dirigida per Franco Ghione amb Giuseppina Cobelli, Margherita Carosio, Pertile i Giuseppe Nessi a La Scala i Madonna Oretta amb Melis, Giovanni Voyer i De Paolis al Teatre Comunale. El 1933 a Parma va ser Mignon, a Roma Laura a La Gioconda dirigida per Santini amb Gina Cigna, Beniamino Gigli, Franci i Vaghi, Hansel a Hänsel i Gretel dirigida per Santini, Beppe a L'amico Fritz dirigida per Mascagni i Preziosilla a La forza del destino dirigida per Marinuzzi amb Muzio, Merli, Mario Basiola i Vaghi, al Teatre Comunale de Florència fou Maffio Orsini a Lucrezia Borgia dirigida per Marinuzzi amb Arangi-Lombardi, Gigli i Tancredi Pasero també cantada a Roma dirigida per Marinuzzi amb Melchiorre Luise, Arangi-Lombardi, Gigli, De Paolis i Vaghi i al Verona Arena Urbano a Les Huguenots amb Rosa Raisa, Giacomo Rimini, Lauri-Volpi i Pasero.
El 1931 va debutar a la Royal Opera House de Londres, el 1934 va ser Carmen al Teatre Massimo Vincenzo Bellini de Catània i Carlotta amb Tito Schipa a Werther de Jules Massenet dirigida per Franco Ghione a La Scala de Milà, el 1935 a l'Òpera de París, el 1938 al Teatro Colón de Buenos Aires i el 1941 a la Staatsoper de Berlín.
Posseïa un ampli repertori i, als anys trenta, va contribuir al re-descobriment d'obres rares de Rossini i Donizetti, mentre cantava papers clàssics de mezzosoprano com Azucena, Ulrica, Amneris, Laura, però també alguns papers dramàtics de soprano com Santuzza i Fedora.
A la dècada de 1950, va començar a concentrar-se en "papers de personatges" com ara la comtessa a Píkovaia dama (La reina de piques, Mistress Quickly a Falstaff, Madame Flora a The Medium i va cantar a l'estrena de Dialogues des Carmélites a La Scala el 1957.

## Repertori
| Rol                     | Obra                          | Compositor              |
| ----------------------- | ----------------------------- | ----------------------- |
| Katiuša Ljubova         | Risurrezione                  | Franco Alfano           |
| Isoletta                | La straniera                  | Bellini                 |
| Adalgisa                | Norma                         | Bellini                 |
| Carmen                  | Carmen                        | Bizet                   |
| Lady Macbeth            | Macbeth                       | Bloch                   |
| La Contessa             | Píkovaia dama                 | Piotr Ilitx Txaikovski  |
| Rosa Mamai              | L'Arlesiana                   | Cilea                   |
| Principessa di Bouillon | Adriana Lecouvreur            | Cilea                   |
| Maffio Orsini           | Lucrezia Borgia               | Donizetti               |
| Pierotto                | Linda di Chamounix            | Donizetti               |
| Nancy                   | Martha                        | Flotow                  |
| Fedora                  | Fedora                        | Giordano                |
| Hänsel                  | Hänsel i Gretel               | Humperdinck             |
| Kostelnička             | Jenůfa                        | Janáček                 |
| Lola Santuzza           | Cavalleria rusticana          | Mascagni                |
| Beppe                   | L'amico Fritz                 | Mascagni                |
| Zanetto                 | Zanetto                       | Mascagni                |
| Margherita              | Guglielmo Ratcliff            | Mascagni                |
| Carlotta                | Werther                       | Massenet                |
| Primo Angelo            | Il giocoliere di Notre-Dame   | Massenet                |
| Madame Flora            | The Medium                    | Menotti                 |
| La madre                | Amahl e i visitatori notturni | Menotti                 |
| Urbano                  | Les Huguenots                 | Meyerbeer               |
| Cherubino               | Le nozze di Figaro            | Mozart                  |
| Dorabella               | Così fan tutte                | Mozart                  |
| Paride                  | La Belle Hélène               | Offenbach               |
| Vanna dei Ricci         | Vanna Lupa                    | Pizzetti                |
| Laura Adorno            | La Gioconda                   | Ponchielli              |
| Madame de Croissy       | Dialogues des Carmélites      | Poulenc                 |
| La Zia Principessa      | Suor Angelica                 | Puccini                 |
| La Voce                 | Lucrezia                      | Respighi                |
| Ljubava Buslajevna      | Sadko                         | Nikolai Rimski-Kórsakov |
| Isabella                | L'italiana in Algeri          | Rossini                 |
| Rosina                  | El barber de Sevilla          | Rossini                 |
| Angelina                | La Cenerentola                | Rossini                 |
| Isoliero                | Le Comte Ory                  | Rossini                 |
| Dalila                  | Samson et Dalila              | Saint-Saëns             |
| Ottaviano               | Der Rosenkavalier             | Strauss                 |
| Mignon                  | Mignon                        | Thomas                  |
| Azucena                 | Il trovatore                  | Verdi                   |
| Ulrica                  | Un ballo in maschera          | Verdi                   |
| Preziosilla             | La forza del destino          | Verdi                   |
| Principessa d'Eboli     | Don Carlo                     | Verdi                   |
| Amneris                 | Aida                          | Verdi                   |
| Mrs. Quickly            | Falstaff                      | Verdi                   |
| Puck                    | Oberon                        | Weber                   |
| Conchita                | Conchita                      | Zandonai                |
| La Comandante           | I cavalieri di Ekebù          | Zandonai                |